# 诺因克豪森
诺因克豪森是德国莱茵兰-普法尔茨州的一个市镇。总面积7.89平方公里，总人口1102人，其中男性575人，女性527人（2011年12月31日），人口密度140人/平方公里。